# Hubert Ashton Holden
Hubert Ashton Holden (1822 - 1 de diciembre de 1896), escolástico clásico inglés, provino de una antigua familia de Staffordshire. Fue educado en el "King Edward's school", Birmingham, y el Trinity College, Cambridge. Fue viceprincipal del Cheltenham College (1853-1858).
Publicó varias ediciones de escuela de Marco Tulio Cicerón, Tucídides, Jenofonte y Plutarco. Además, publicó un texto expurgado de Aristófanes.
Sus trabajos principales fueron Foliorum silvula (1852), Folia silvulae, y Foliorum centuriae.